# Station Oleśnica
Station Oleśnica is een spoorwegstation in de Poolse plaats Oleśnica.